# Allelon Ruggiero
Allelon Ruggiero, född 5 mars 1971 i Philadelphia, Pennsylvania, är en amerikansk skådespelare. 
Den första filmen som han medverkade i var Döda poeters sällskap i rollen som Steven Meeks. Samtidigt som han medverkade i den filmen så studerande han vid Performing Arts School of Philadelphia. Det var i Döda poeters sällskap som han fick sitt stora genombrott. När han var klar med att studera vid Performing Arts School of Philadelphia så började han att studera film vid University of the Arts. Medan han gick där medverkade han i andra filmer såsom Eyes Beyond Seeing, De 12 apornas armé och Thinner.